# Mercy (film)
Mercy är en amerikansk science-fiction och thrillerfilm som har premiär den 23 januari 2026. Filmen är regisserad av Timur Bekmambetov, efter ett manus skrivet av Marco van Belle.

## Handling
Filmen utspelar sig i en nära framtid, och handlar om en detektiv som måste bevisa sin oskuld efter att ha blivit oskyldigt anklagad för ett våldsamt brott.

## Rollista (i urval)
- Chris Pratt
- Rebecca Ferguson
- Annabelle Wallis
- Kali Reis
- Rafi Gavron
- Chris Sullivan
- Kenneth Choi
- Kylie Rogers